# Czerwiec 2006

## 1 czerwca2006
- Sąd Rejonowy Warszawa-Śródmieście uniewinnił byłego prezesa PKN Orlen Andrzeja Modrzejewskiego z zarzutu ujawnienia w 1998 r. Grzegorzowi Wieczerzakowi poufnej informacji giełdowej. Zeznania Wieczerzaka sąd uznał za niewiarygodne. Uwierzył zaś słowom prokuratora o naciskach UOP na śledztwo. (wp.pl)
- New York Stock Exchange ogłosiła połączenie (de facto przejęcie) Euronextu – sojuszu giełd papierów wartościowych z Paryża, Amsterdamu, Brukseli i Lizbony. Do porozumienia doszło między zarządami obu spółek. Realizacja transakcji o wartości prawie 8 mld euro planowana jest na sześć miesięcy. Na czele nowo powstałej spółki NYSE Euronext stanie dotychczasowy prezes giełdy nowojorskiej John Thain. Siedzibą połączonej giełdy będzie Nowy Jork, jej wartość wyniesie ok. 20 mld dolarów i notowane będą na niej firmy o łącznej kapitalizacji ok. 27 bln dolarów. Wyścig o Euronext przegrała frankfurcka Deutsche Börse, zapowiedziała jednak, że będzie próbować przekonać do swojej oferty akcjonariuszy Euronextu, którzy podejmą ostateczną decyzję.
- Prezydent Litwy Valdas Adamkus przyjął dymisję premiera Algirdasa Brazauskasa.

## 2 czerwca2006
- W Opolu rozdano „Superjedynki”. (rmf.fm)
- W katedrze polowej Wojska Polskiego odbyła się msza święta żałobna w intencji Kazimierza Górskiego, zmarłego 23 maja legendarnego trenera, twórcy sukcesów piłkarskiej reprezentacji Polski. W nabożeństwie, obok najbliższych zmarłego, uczestniczyli: prezydent Lech Kaczyński i premier Kazimierz Marcinkiewicz. (wp.pl)
- Jarosław Kaczyński ujawnił na konferencji prasowej w Warszawie swoją teczkę. Szef PiS obiecywał to jeszcze przed wyborami. (interia.pl)
- Prezydent Lech Kaczyński przyjął dymisję szefa swojej Kancelarii Andrzeja Urbańskiego. (wp.pl)

## 3 czerwca2006
- Parlament Czarnogóry proklamował na specjalnej sesji niepodległość kraju. (wp.pl)
- Prezydent Lech Kaczyński podczas II Kongresu Prawa i Sprawiedliwości, odbywającego się w Łodzi, zwrócił się do członków tej partii o wstrzemięźliwość w sporach politycznych i nieodpowiadanie atakiem na atak. Podkreślił, że Polska musi wnosić większy wkład do wspólnoty europejskiej, ale nie oznacza to unifikacji. Lech Kaczyński, pierwszy prezes PiS, zrzekł się podczas Kongresu członkostwa tej partii. (wp.pl)
- Odbyło się X Ogólnopolskie Spotkanie Młodzieży Lednica 2000. (wp.pl)
- W Czechach zakończyły się dwudniowe wybory parlamentarne. Zwyciężyła opozycyjna centroprawicowa Obywatelska Partia Demokratyczna otrzymując 35,38% prawie tyle samo głosów co Czeska Partia Socjaldemokratyczna (32,3% poparcia). Obydwa rywalizujące bloki: ODS, chadecy i zieloni oraz CSSD i komuniści zdobyli równo po sto mandatów. Tylko te partie weszły do niższej izby parlamentu, frekwencja wyniosła ok. 64,47%. (gazeta.pl)
- Do 21 zabitych i 80 rannych wzrosła liczba ofiar sobotniego zamachu bombowego w Basrze, leżącej 550 km na południe od Bagdadu. (wp.pl)

## 4 czerwca2006
- Jarosław Kaczyński ponownie został wybrany prezesem PiS. Zwyciężył zdecydowaną większością głosów. Głosowało na niego 1231 (98,5%) delegatów zebranych na II Kongresie PiS, a 19 było przeciw (1,5%, wp.pl). Podczas kongresu prezes PiS obwieścił się kontynuatorem tradycji „Solidarności”, powołując się na Jana Pawła II, Stefana Wyszyńskiego i Józefa Piłsudskiego. Zaatakował przy tym Polskę po 1989 roku, m.in. nazywając ją „postkomunistycznym monstrum”, a także „polską wersję liberalizmu”, dużą część mediów i Trybunał Konstytucyjny. Ogłosił także nowy program „bliżej ludzi” i tłumaczył zawarcie „trudnej, ale logicznej koalicji tych, którzy są przeciwko systemowi; koalicję IV RP” odnosząc się do koalicji PiS z Samoobroną oraz LPR. Jarosław Kaczyński jednocześnie ogłosił „odzyskanie MSZ”, nawiązując do dymisji Stefana Mellera, który odmówił współpracy w jednym rządzie z Andrzejem Lepperem i został zastąpiony przez związaną z PiS Annę Fotygę 9 maja przez prezydenta Lecha Kaczyńskiego. (pis.org.pl)

## 5 czerwca2006
- Roman Giertych oraz Andrzej Lepper zapowiedzieli, że złożą w Sejmie projekt uchwały w sprawie powołania komisji śledczej do zbadania wykorzystania służb specjalnych i wymiaru sprawiedliwości do walki z ugrupowaniami politycznymi w latach 1989–2005. (wp.pl)

## 6 czerwca2006
- Ministerstwo Edukacji Narodowej rozpoczęło konsultacje w sprawie wprowadzenia do programu szkolnego nowego przedmiotu – wychowania patriotycznego – powiedział na konferencji prasowej wicepremier, minister edukacji Roman Giertych. Pomysł ostro skrytykował SLD, sceptyczni są politycy PO i PSL. Projekt zdecydowanie popiera PiS. (wp.pl)
- Dyrektor Programu Drugiego TVP Nina Terentiew złożyła wymówienie. (wp.pl)
- Prezydent Lech Kaczyński oświadczył, że sprawa inwigilacji prawicy jest największą aferą III Rzeczypospolitej i trzeba ją wyjaśnić.
- Do wiadomości został podany wyrok z 1 czerwca, w którym londyński sąd odrzucił pozew rosyjskich władz żądających ekstradycji multimilionera Borisa Bieriezowskiego, politycznego wroga Władimira Putina. Bierezowski ma od 2003 roku status uchodźcy politycznego. (Rzeczpospolita)
- Somalijscy islamscy ekstremiści ogłosili odbicie Mogadiszu z rąk „koalicji antyterrorystycznej” watażków somalijskich klanów. (Rzeczpospolita).

## 7 czerwca2006
- W Sejmie odbyła się debata na temat zamierzeń Ministerstwa Zdrowia, jak zapobiegać wyjazdom lekarzy do pracy za granicę, a także korupcji w służbie zdrowia i dostępu osób najuboższych do wysoko specjalistycznych zabiegów. (wp.pl)
- Kluby SLD i PO wycofały wnioski o odwołanie Jurka, a Prawo i Sprawiedliwość – o odwołanie Olejniczaka. Decyzja zapadła podczas spotkania przedstawicieli tych klubów u marszałka Sejmu. (wp.pl)
- Szef sejmowej komisji ds. służb specjalnych Marek Biernacki powiedział, że mogły się zdarzyć przeloty samolotów CIA nad Polską, ale nic mu nie wiadomo o domniemanych więzieniach dla terrorystów na terytorium RP.

## 8 czerwca2006
- Nowym prezesem PZU SA został gdyński adwokat Jaromir Netzel. Przed objęciem fotela prezesa grupy kapitałowej Netzel nie miał żadnego związku z ubezpieczeniami, nie zarządzał też nigdy dużą firmą i nie zajmował nigdy tak odpowiedzialnego stanowiska. (Reuters)
- Przywódca Al-Ka’idy w Iraku Abu Musab az-Zarkawi zginął w wyniku wspólnej amerykańsko-irackiej akcji w okolicach miasta Bakuba na północny wschód od Bagdadu. Atak lotniczy przeprowadzono poprzedniego dnia wieczorem. Oświadczenie w tej sprawie złożył premier Iraku Nuri al-Maliki. (wp.pl)
- Armia izraelska przeprowadziła atak na wysokiego urzędnika rządu palestyńskiego związanego z Hamasem Dżamala Abu Samhadana, którego Żydzi oskarżali o działalność terrorystyczną. Jego zwolennicy zapowiedzieli odwet. (wp.pl)

## 9 czerwca2006
- Sondaż CBOS: Platforma Obywatelska – 31% (+1%), Prawo i Sprawiedliwość – 26% (+2%), Samoobrona Rzeczpospolitej Polskiej – 7% (-1%), Sojusz Lewicy Demokratycznej – 7% (bez zmian); do Sejmu nie weszłyby: Liga Polskich Rodzin i Polskie Stronnictwo Ludowe – 3% (oba bez zmian), Socjaldemokracja Polska – 2% (-1%) i Polska Partia Pracy – 2% (bez zmian), Partia Demokratyczna - demokraci.pl, Krajowa Partia Emerytów i Rencistów oraz Unia Polityki Realnej – 1%.
- Prezydent Lech Kaczyński podpisał ustawy powołujące oddzielne służby wojskowego wywiadu i wojskowego kontrwywiadu. Powstaną one jesienią tego roku i zastąpią obecne Wojskowe Służby Informacyjne. (wp.pl)
- Na plaży w Beit Lahia w Strefie Gazy doszło do masakry spowodowanej potężną eksplozją. Zginęło od 11 do 15 Palestyńczyków, a od 40 do 50 zostało rannych. Ofiary wypoczywały na plaży wraz z dziećmi, które znalazły się wśród zabitych. O spowodowanie wybuchu została oskarżona armia Izraela prowadząca w tej okolicy ostrzał artyleryjski. (wp.pl) Hamas zerwał szesnastomiesięczny rozejm z Izraelem zapowiadając krwawy odwet. (Rzeczpospolita)

## 10 czerwca2006
- Na placu Teatralnym w Warszawie zakończyła się Parada Równości. Według policji w paradzie uczestniczyło ok. 3 tys. osób. Bezpieczeństwa uczestników parady chroniło ok. 2 tys. policjantów. Parada przeszła ulicami: Piękną, Marszałkowską, Senatorską do placu Teatralnego. Przeciwnicy Parady Równości z prawicowych młodzieżówek obrzucili jej uczestników jajkami. (wp.pl)
- Zbrojne oddziały Hamasu przeprowadziły atak rakietowy na Izrael (wp.pl).

## 11 czerwca2006
- Al-Ka’ida w Iraku odgrażała się w oświadczeniu zamieszczonym w Internecie, że przeprowadzi ataki na dużą skalę, które „wstrząsną wrogiem” po śmierci przywódcy organizacji Abu Musaba az-Zarkawiego. Jego następcy Al-Ka’ida w Iraku nie wymienia. (wp.pl)
- Klub Parlamentarny Ligi Polskich Rodzin złoży do Komisji Etyki Poselskiej wniosek o ukaranie posłanki Joanny Senyszyn (SLD) w związku z jej wystąpieniem podczas Parady Równości. (wp.pl)
- Na izraelskie miasto Sederot wystrzelono co najmniej dziesięć pocisków rakietowych. Jeden z nich zranił kobietę. Atak był odwetem za eksplozję z 9 czerwca. (wp.pl). W odwecie armia izraelska ostrzelała bojowników Hamasu przygotowujących kolejny atak, z których jeden zginął. (wp.pl)

## 12 czerwca2006
- Joanna Senyszyn z Sojuszu Lewicy Demokratycznej odpiera zarzuty o nadużycie słów Jana Pawła II podczas Parady Równości. Posłanka, przemawiając podczas marszu, powiedziała: Niech ta parada zmieni oblicze ziemi, tej ziemi. (wp.pl)
- Kolejne 16 rakiet Hamasu spadło na izraelski Sederot nie powodując strat w ludziach. (wp.pl)
- Stowarzyszenie Dziennikarzy Polskich i Centrum Monitoringu Wolności Prasy przedstawiły apel do polityków, w którym organizacje te domagały się zmiany prawa, aby sąd nie mógł stosować „cenzury prewencyjnej”. Dziennikarzy skłoniło do tego orzeczenie sądu z 25 maja zawierające zakaz publikacji dla redaktora naczelnego „Gazety Polskiej” Tomasza Sakiewicza na temat Bogusława Koczura.

## 13 czerwca2006
- W Warszawie przed budynkiem Ministerstwa Edukacji Narodowej odbył się protest uczniowski zorganizowany przez Inicjatywę Uczniowską. Nie doszło do spotkania z ministrem Romanem Giertychem, którego odejścia domagała się młodzież, doszło jedynie do spotkania z wiceministrem Mirosławem Orzechowskim. Ostatecznie siły policyjne usunęły uczniów. Około stu pięćdziesięciu protestujących poinformowano, że zgromadzenie jest nielegalne, a wobec osób łamiących prawo będą wyciągnięte konsekwencje. Policja zatrzymała 18 protestujących, w tym ośmiu pełnoletnich. Roman Giertych wyszedł jedynie do dziennikarzy informując, że: „jeżeli SLD i Kampania przeciw Homofobii protestują przeciwko mnie, to znaczy, że idę w dobrym kierunku”. Opozycja skrytykowała nadmierną surowość władz wobec bezbronnych uczniów przy jednoczesnej uległości wobec protestujących górników. (wp.pl, Rzeczpospolita)
- Na wspólnej konferencji prasowej redaktora Tomasza Sakiewicza i Przemysława Gosiewskiego, szef klubu parlamentarnego PiS podważył orzeczenie Sądu Okręgowego w Warszawie z 25 maja 2006 roku dotyczące zakazu publikacji dla Tomasza Sakiewicza. Dziennikarz wyjaśniał sprawę nieprawidłowości w Komitecie ds. Młodzieży z okresu ostatniego rządu PRL, Mieczysława Rakowskiego, w której swój udział miał minister sportu Aleksander Kwaśniewski, późniejszy prezydent RP. Klub PiS poprosił wywodzącego się z tej partii Zbigniewa Ziobrę, czyli prokuratora generalnego o zbadanie tej sprawy. Posłowie PiS poparli zmiany w prawie mające uniemożliwić „cenzurę prewencyjną”. (wprost.pl)
- W związku z zarzutami korupcyjnymi opublikowanymi przez „Rzeczpospolitą”, opozycja domagała się dymisji nowego prezesa PZU Jaromira Netzela. Premier Kazimierz Marcinkiewicz nie potrafił podjąć w tej sprawie żadnej decyzji, nowego prezesa bronił natomiast szef Klubu PiS Przemysław Gosiewski, a następnego dnia Jarosław Kaczyński ponownie mówił o wielkim spisku atakującym PiS. (Rzeczpospolita)
- Jerzy Pomianowski, pod naciskiem nowej minister Anny Fotygi, ustąpił ze stanowiska dyrektora generalnego MSZ. Jego następcą został Piotr Wojtczak, dotychczasowy wiceszef Departamentu Europy. (Rzeczpospolita)
- Armia izraelska przeprowadziła atak na bojowników Hamasu, zabijając 9 osób w tym jedno dziecko w odwecie za ostrzał rakietowy Serdut. (wp.pl) Opublikowano pierwsze wyniki śledztwa w sprawie masakry na plaży Beit Lahia w Strefie Gazy, zgodnie z którymi eksplozję spowodowała palestyńska mina mająca chronić wybrzeże przed izraelskim desantem. (wp.pl)

## 14 czerwca2006
- Sondaż OBOP: Platforma Obywatelska – 33%, Prawo i Sprawiedliwość – 21%, Samoobrona Rzeczpospolitej Polskiej – 10% i Sojusz Lewicy Demokratycznej – 6%; do Sejmu nie weszłyby: Liga Polskich Rodzin – 4%, Polskie Stronnictwo Ludowe – 3%, Socjaldemokracja Polska – 3%, Partia Demokratyczna – demokraci.pl – 2%, Krajowa Partia Emerytów i Rencistów – 1%.
- Dokładnie 40 lat temu, 14 czerwca 1966 watykańska Kongregacja Nauki Wiary z upoważnienie papieża Pawła VI ogłosiła, że Indeks ksiąg zakazanych nie ma już mocy wiążącej z mocy prawa kościelnego. (eKAI.pl)
- Rząd zgodził się na wypłaty dodatkowych 130 mln złotych dla górników, którzy w zamian za to postanowili zrezygnować z „najazdu” na Warszawę. W negocjacjach uczestniczył prezydent Lech Kaczyński oraz przedstawiciele resortu gospodarki z Pawłem Poncyljuszem na czele. (rmf.fm)

## 15 czerwca2006
- W wyniku ataku terrorystycznego na Sri Lance zginęły 64 osoby.
- Mszą świętą pod przewodnictwem biskupa Piotra Jareckiego w warszawskiej bazylice św. Krzyża rozpoczęły się główne uroczystości Bożego Ciała, jednego z najważniejszych świąt obchodzonych przez Kościół katolicki.
- Metropolita krakowski kard. Stanisław Dziwisz podczas procesji Bożego Ciała przeprosił w imieniu Kościoła krakowskiego tych, którzy uważają, że zostali skrzywdzeni przez kapłanów współpracujących ze służbami bezpieczeństwa.
- Po raz pierwszy obchodzony jest Światowy Dzień Praw Osób Starszych (World Elder Abuse Awareness Day) – poświęcony osobom starszym, źle traktowanym, zaniedbywanym i wykorzystywanym przez swoje otoczenie. (Senior.pl)
- Bill Gates ogłosił, że w ciągu dwóch lat zrezygnuje ze stanowiska głównego projektanta oprogramowania w Microsofcie, by skoncentrować się na działalności w swojej fundacji. Jako chief software architect Gates podlegał CEO Ballmerowi, który z kolei podlegał Gatesowi – przewodniczącemu rady nadzorczej firmy. Gates pozostanie na tym ostatnim stanowisku. (PC World)
- Władze Izraela przekazały dokumentację śledztwa w sprawie masakry na plaży Beit Lahia w Strefie Gazy papieskim urzędnikom, aby Watykan mógł potwierdzić, że Żydzi nie ponoszą za nią odpowiedzialności. Stolica Apostolska potępiła falę przemocy w Palestynie, apelując do obu stron o pojednanie. (wp.pl). Rzecznik rządu palestyńskiego wywodzącego się z Hamasu, zapowiedział podjęcie rokowań dotyczących zawieszenia broni między Żydami i Palestyńczykami. (wp.pl)

## 16 czerwca2006
- W Katowicach doszło do zderzenia tramwajów. 12 osób zostało rannych. (wp.pl) Więcej w Wikinews
- Poseł PiS Jacek Kurski, który zawiadomił prokuraturę o podejrzeniu popełnienia przestępstwa w związku z rzekomym finansowaniem przez PZU kampanii billboardowej szefa Platformy Obywatelskiej Donalda Tuska, oświadczył, że taki mechanizm istniał na pewno. (wp.pl)
- Jak powiedział w Brukseli premier Kazimierz Marcinkiewicz, Polsce udało się wprowadzić do wniosków końcowych szczytu Unii Europejskiej zapis, że nowe projekty energetyczne Unii muszą być zgodne z interesami wszystkich krajów członkowskich. (gazeta.pl)
- Zebrani na szczycie w Brukseli przywódcy Unii Europejskiej potwierdzili, że miejsce Słowenii od przyszłego roku jest w strefie euro (gazeta.pl).

## 17 czerwca2006
- Samorządowa konferencja Ligi Polskich Rodzin w Olsztynie rozpoczęła się nieoczekiwanie od utarczki trójki młodych ludzi z policją.
- Wicepremier i lider LPR Roman Giertych oświadczył, że w porozumieniu z koalicjantami wystąpi do prokuratora generalnego o delegalizację SLD jako „organizacji antypaństwowej”. (Gazeta.pl)
- Rzecznik Watykanu Joaquín Navarro-Valls poinformował o swym zamiarze ustąpienia ze stanowiska. W nadanym wywiadzie dla włoskiej stacji telewizyjnej La 7 powiedział, że papież wie o jego planach.
- Gazprom opracował projekt umowy z Iranem o utworzeniu wspólnego przedsiębiorstwa, które zbuduje gigantyczny gazociąg Iran-Pakistan-Indie.

## 18 czerwca2006
- Sondaż PGB: Prawo i Sprawiedliwość – 30% (-2), Platforma Obywatelska – 28% (+1), koalicja Sojuszu Lewicy Demokratycznej i Socjaldemokracji Polskiej – 14% (-4), Samoobrona Rzeczypospolitej Polskiej – 12% (+1), Liga Polskich Rodzin – 6% (+2); do Sejmu nie weszłyby: Polskie Stronnictwo Ludowe – 3% (-1), Partia Demokratyczna – demokraci.pl – 2% (bez zmian), Platforma Janusza Korwin-Mikke (Unia Polityki Realnej) – 2% (+1) i Krajowa Partia Emerytów i Rencistów – 2% (+2). (wp.pl)
- Arcybiskup Genui kardynał Tarcisio Bertone będzie nowym sekretarzem stanu Stolicy Apostolskiej. Według niepotwierdzonych informacji, Benedykt XVI już podpisał nominację. Kardynał Bertone zastąpi, odchodzącego na emeryturę kardynała Angelo Sodano. (wp.pl)
- W wyborach parlamentarnych na Słowacji zwyciężyła opozycyjna partia socjaldemokratyczna Kierunek – Socjalna Demokracja, zyskując 30,2% głosów. Frekwencja wyniosła 53,79%. (PAP)
- W kościele Wniebowstąpienia Pańskiego na warszawskim Ursynowie prymas Polski kardynał Józef Glemp odprawił uroczystą mszę świętą, w czasie której podsumował 25 lat swojej posługi w archidiecezji warszawskiej.
- Licznie zgromadzone poczty sztandarowe NSZZ „Solidarność” z całego kraju oraz byli i obecni pracownicy Ursusa uczestniczyli we mszy św. w rocznicę Czerwca 1976. Przewodniczył jej bp Józef Zawitkowski. Na cześć wydarzeń sprzed 30 lat w ursuskim kościele pw. św. Józefa odsłonięto tablicę pamiątkową. Kontrowersje wywołała wypowiedź Cezarego Tarkowskiego o „spisku syjonistycznym”. (wp.pl)

## 19 czerwca2006
- Fińska Nokia i niemiecki Siemens połączą siły, tworząc trzecią co do wielkości spółkę dostarczającą sprzęt telekomunikacyjny. Z fuzji powstanie firma Nokia Siemens Networks. Obie strony otrzymają po 50% akcji nowej firmy. Według prognoz roczna sprzedaż będzie wynosić 16 miliardów euro. (Wikinews)
- Dwóch działaczy Platformy Obywatelskiej zostało zawieszonych w obowiązkach po publikacji Newsweeka, w którym Marcin Rosół i Piotr Wawrzynowicz zostali oskarżeni o wyprowadzenie z partii pieniędzy. (wp.pl)

## 20 czerwca2006
- José Barosso spotkał się z Alaksandrem Milinkiewiczem w celu zapoznania się z sytuacją na Białorusi i wyrażenia wsparcia dla tamtejszych procesów demokratycznych. (www.gazeta.pl)

## 21 czerwca2006
- „Pomarańczowe ugrupowania” w ukraińskim parlamencie uzgodniły treść umowy koalicyjnej. Według Julii Tymoszenko powołanie „pomarańczowej koalicji” jest realne. (Więcej w Wikinews)
- W Wiedniu rozpoczął się szczyt UE – USA. Unia Europejska chce przedyskutować takie sprawy, jak zamknięcie więzienia w Guantánamo oraz omówić działalność CIA w Europie.
- W kolejnym dniu „wojny billboardowej” Platforma Obywatelska złożyła w warszawskim sądzie okręgowym pozew za zniesławienie przeciwko posłowi PiS Jackowi Kurskiemu. Kurski uważa, że pozew PO to próba „medialnej wendety”.
- Khamis al-Obeidi, obrońca Saddama Hussajna w jego procesie, został zabity. To już trzeci obrońca Hussajna zabity od początku jego procesu. (Wikinews)

## 22 czerwca2006
- Tarcisio Bertone został mianowany przez papieża Benedykta XVI sekretarzem stanu Watykanu. Zastąpi na tym stanowisku Angelo Sodano.
- Parlamentarna komisja śledcza niemieckiego Bundestagu przesłuchała Khaleda el Masriego, obywatela Niemiec libańskiego pochodzenia, uprowadzonego pod koniec 2003 r. z Macedonii przez CIA i przetrzymywanego przez pięć miesięcy w Afganistanie.

## 23 czerwca2006
- Premier Kazimierz Marcinkiewicz ogłosił dymisję wicepremier i minister finansów Zyty Gilowskiej. Jej następcą zostanie Paweł Wojciechowski. Zmiany personalne miały nastąpić niezwłocznie, tego samego dnia został złożony wniosek do Kancelarii Prezydenta. Także tego samego dnia Rzecznik Interesu Publicznego złożył wniosek o lustrację Gilowskiej, o których to zamiarach media informowały już wcześniej. Wicepremier oddała się do dyspozycji premiera. Kazimierz Marcinkiewicz zapowiedział kontynuację polityki pani minister. (Gazeta.pl)
- Ponad 1700 uczniów z Korei Południowej zatruło się jedzeniem podawanym w szkolnej stołówce. Pomimo niegroźnych objawów (biegunka, osłabienie, gorączka) wielu uczniów zostało w domach. (PAP)
- W strzelaninie w Rijadzie zginęło sześciu bojowników i policjant. Zdaniem służb bezpieczeństwa bojownicy byli bliscy dokonania zamachów w momencie, kiedy zaatakowały ich służby bezpieczeństwa. Według francuskiej agencji AFP bojownicy byli członkami Al-Ka’idy. (PAP)
- Podwodny wulkan wyższy od paryskiej wieży Eiffla i bardziej rozległy od Rzymu odkryli włoscy naukowcy około 40 kilometrów od południowych wybrzeży Sycylii. (wp.pl)
- Pięciu ludzi zginęło, a 10 zostało rannych w eksplozji, która nastąpiła na targowisku w mieście Shariff Aguad na leżącej na południu Filipin wyspie Mindanao.

## 24 czerwca2006
- Dwóm odkrytym w maju 2005 księżycom Plutona Międzynarodowa Unia Astronomiczna nadała nazwy: Nix i Hydra. (Wikinews)
- Co najmniej 248 osób zginęło, a kilkaset zostało rannych, na indonezyjskiej wyspie Celebes z powodu powodzi i obsunięć terenu spowodowanych przez ulewne opady. (PAP)
- Prezydent Lech Kaczyński odwołał Zytę Gilowską z funkcji wicepremiera i ministra finansów. Na stanowisko nowego szefa resortu finansów powołał Pawła Wojciechowskiego. Gilowskiej nie było na uroczystości w Pałacu Prezydenckim. (wp.pl)
- Rada Krajowa Platformy Obywatelskiej wybrała nowy zarząd partii, w tym jej pięciu wiceprzewodniczących. Sekretarzem generalnym został ponownie Grzegorz Schetyna a skarbnikiem – Mirosław Drzewiecki. Liderzy PO podkreślali jedność wewnętrzną partii i zapowiadali ofensywę przed jesiennymi wyborami samorządowymi. (wp.pl)
- V Krajowy Kongres Samoobrony, obradujący w Warszawie, wybrał wicepremiera, ministra rolnictwa Andrzeja Leppera ponownie na stanowisko przewodniczącego partii. Kongres udzielił „warunkowego poparcia” dla koalicji rządowej. Lepper powiedział, że Samoobrona chce władzy i stanowisk, ponieważ – jak zaznaczył – nie można rządzić Polską bez władzy. (wp.pl)

## 25 czerwca2006
- Były oficer SB ze sprawy lustracyjnej Zyty Gilowskiej – Witold W. ze Świdnika – ma proces w Lublinie za wynoszenie tajnych akt z tamtejszego Urzędu Ochrony Państwa, gdzie służył w latach 90. W 2000 r. W. był nawet w tej sprawie przez 3 miesiące aresztowany. (gazeta.pl)

## 26 czerwca2006
- Policja zatrzymała trzech projektantów zawalonej w styczniu tego roku hali wystawowej Międzynarodowych Targów Katowickich (MTK). 28 stycznia pod jej gruzami zginęło 65 osób, a ponad 140 zostało rannych, w tym około 13 cudzoziemców – Niemcy, Belgowie, Czesi, Słowak oraz Holender. (wp.pl)
- Dwa generatory prądu uległy awarii w elektrowni Ostrołęka, co spowodowało znaczny spadek napięcia. Problemy wystąpiły także w elektrowni Kozienice. (PAP)
- Premier Timoru Wschodniego, Marí Alkatiri, zrezygnował ze sprawowanej przez siebie funkcji. (angielskie Wikinews)

## 27 czerwca2006
- Oficjalne źródła chińskie zakomunikowały, że w eksplozji składu materiałów wybuchowych na północy Chin zginęło 10 osób, a 18 zostało rannych. Do wybuchu doszło w miejscowości Laogaochuan, położonej niedaleko miasta Yulin. (PAP)
- 56 Irakijczyków zginęło, a kilkudziesięciu zostało rannych w atakach, do których doszło w różnych częściach kraju. W przeddzień ataku premier Iraku Nuri Kamil al-Maliki ogłosił plan pojednania narodowego. (PAP)
- Kombatanci, władze województwa wielkopolskiego, Poznania, związkowcy i poznaniacy, w przeddzień państwowych obchodów 50. rocznicy poznańskiego Czerwca '56, uczcili bohaterów tamtych wydarzeń. W czasie przemówień przypomniano powody robotniczego zrywu, dużo mówiono też o aktualnej sytuacji robotników w Polsce. (wp.pl)
- Wicepremier Andrzej Lepper chce dodatkowego aneksu do umowy koalicyjnej, który miałby doprecyzować zapis mówiący o „solidarnej współpracy” koalicjantów na forum rządu i w poszczególnych resortach.
- Nowy gatunek węża, który zmienia kolor skóry podobnie jak kameleon, odkryli naukowcy na bagnach indonezyjskiej wyspy Borneo. (wp.pl)

## 28 czerwca2006
- W Poznaniu na placu Adama Mickiewicza, trwają główne uroczystości, związane z obchodami jubileuszu Poznańskiego Czerwca. Biorą w nich udział prezydenci Polski, Czech, Słowacji, Niemiec i Węgier.
- Gdańscy prokuratorzy przesłuchują w Warszawie Zytę Gilowską, w związku ze śledztwem w sprawie szantażu lustracyjnego. Zyta Gilowska zawiadomiła prokuraturę o użyciu wobec niej nacisku, w wyniku którego straciła stanowisko ministra finansów i wicepremiera. (wp.pl)
- Po odłączeniu się od Serbii i ogłoszeniu niepodległości, Czarnogóra została 192. państwem członkowskim ONZ. Zgromadzenie Ogólne Narodów Zjednoczonych jednomyślnie zaaprobowało przyjęcie Czarnogóry w poczet członków ONZ. (wp.pl)

## 29 czerwca2006
- Sąd Lustracyjny odmówił wszczęcia postępowania lustracyjnego wobec Zyty Gilowskiej. Sąd uzasadnił decyzję tym, że odwołanie Gilowskiej z funkcji publicznej uniemożliwia wszczęcie postępowania lustracyjnego z wniosku Rzecznika Interesu Publicznego. (wp.pl)
- Podczas obławy przeprowadzonej na Zachodnim Brzegu Jordanu wojsko izraelskie aresztowało wicepremiera palestyńskiego rządu – Nassera Szaera, kilku ministrów z Hamasu i kilkudziesięciu palestyńskich posłów. (gazeta.pl)

## 30 czerwca2006
- Na dwa lata więzienia w zawieszeniu na pięć lat skazał Sąd Rejonowy w Pile za fałszerstwa wyborcze posłankę Samoobrony Renatę Beger. Wyrok jest nieprawomocny. Posłanka, która nie stawiła się na ogłoszeniu wyroku, powiedziała, że będzie odwoływać się od decyzji Sądu. (wp.pl)
- O odwołanie wicepremiera Romana Giertycha z funkcji ministra edukacji narodowej zaapelował w liście przesłanym do premiera Kazimierza Marcinkiewicza, prezes Związku Nauczycielstwa Polskiego (ZNP) Sławomir Broniarz. (wp.pl)
- Premier Holandii Jan Peter Balkenende podał swój rząd do dymisji, z powodu rozpadu centroprawicowej koalicji po skandalu azylowym w sprawie posłanki Ayaan Hirsi Ali. (gazeta.pl)